# Слободка (Ішимбайський район)
Слобо́дка (рос. Слободка, башк. Слободка) — хутір у складі Ішимбайського району Башкортостану, Росія. Входить до складу Скворчихинської сільської ради.
Населення — 12 осіб (2010; 10 в 2002).
Національний склад:
- росіяни — 90%